# ハドン駅 (ハノイ・メトロ)
ハドン駅（ハドンえき、ベトナム語：Ga Hà Đông / 𥩤河東?）はベトナムのハノイ市ハドン区に位置するハノイ・メトロの駅である。ベトナム鉄道バクホン・ヴァンディエン線のハドン駅とは異なる位置にある。

## 利用可能な路線
ハノイ・メトロ
2A号線

## 隣の駅
ハノイ・メトロ
2A号線
ヴァンクアン駅 - ハドン駅 - ラケー駅